# Институт проблем нефти и газа РАН
Учреждение Российской академии наук Институт проблем нефти и газа РАН (ИПНГ РАН) был образован в 1987 году. Является некоммерческой научной организацией, имеющей статус государственного учреждения, но имеет право осуществлять предпринимательскую деятельность.

## Научные направления
Основными направлениями научной деятельности института являются:
- Фундаментальные проблемы геологии, геофизики и геохимии нефти и газа
- Физико-химические и гидродинамические процессы в насыщенных углеводородами пористых средах, проблемы комплексного освоения ресурсов углеводородного сырья
- Изменение природно-территориальных комплексов России в зонах интенсивного техногенного воздействия нефтегазовых объектов, научное обоснование рационального недропользования при разведке и добыче углеводородов
- Создание фундаментального базиса новых технологий, направленных на: укрепление ресурсной базы нефтегазового комплекса; максимально полное извлечение углеводородов из недр; экологически безопасное функционирование нефтегазовых природно-техногенных систем

## Известные сотрудники
- Дмитриевский, Анатолий Николаевич — академик РАН, научный руководитель института, доктор геолого-минералогических наук, профессор.
- Байбаков, Николай Константинович — главный научный сотрудник в 1986—2008 годах, Герой Соцтруда.